# Odinia
Odinia – rodzaj muchówek z rodziny Odiniidae i podrodziny Odiniinae.
Krępe muchówki o silnym owłosieniu. Holoptyczna głowa ma skąpo owłosioną pręgę czołową, szerokie czoło i czułki o pierwszym członie biczyka krótszym niż jego wysokość. Szczecinki przyoczkowe i pozaprzyoczkowe są tej samej wielkości, a Szczecinki zaciemieniowe są długie i grube. Tułów ma nagie mezopleury, a na jego chetotaksję składają się: 1 szczecinka barkowa, 5 śródplecowych, 1 przedszwowa, 2 przedskrzydłowe, 4 tarczkowe, 1 nadskrzydłowa, 3 zaskrzydłowe, 1–4 międzyskrzydłowe, 2 środkowe grzbietu (położone przed tarczką), 1 prosternalna i 3–4 sternopleuralne. Użyłkowanie skrzydła charakteryzuje nieco zakrzywiona żyłka R4+5 zakończona na żyłce kostalnej w pobliżu wierzchołka skrzydła oraz zwykle obecność żyłki poprzecznej medialno-kubitalnej. Odnóża cechują się brakiem sterczących szczecinek przedwierzchołkowych na goleniach, a u samców zwykle krótkimi i grubymi udami tylnej pary.
Larwy tych muchówek przechodzą rozwój w chodnikach owadów ksylofagów takich jak kózkowate czy przeziernikowate.
Przedstawiciele rodzaju zamieszkują wszystkie krainy zoogeograficzne, z wyjątkiem australijskiej. Najliczniej zasiedlają Palearktykę, a w dalszej kolejności Nearktykę i neotropikalną. Z krainy etiopskiej i orientalnej znane są po 2 gatunki. W Polsce do 2001 stwierdzono 5 gatunków (zobacz: Odiniidae Polski)
Do 2011 roku opisano 26 gatunków z tego rodzaju:

- Odinia betulae Sabrosky, 1959
- Odinia biguttata Sabrosky, 1959
- Odinia boletina (Zetterstedt, 1848)
- Odinia brevitibia Shewell, 1960
- Odinia connecta Cogan,  1975
- Odinia conspicua Sabrosky, 1959
- Odinia coronata Sabrosky, 1959
- Odinia czernyi Collin, 1952
- Odinia foliata Krivosheina, 1979
- Odinia formosipennis Frey, 1961
- Odinia hendeli Collin,  1952
- Odinia meijerei Collin, 1952
- Odinia ornata (Zetterstedt, 1838)
- Odinia parvipunctata Sabrosky, 1959
- Odinia penrithorum Cogan, 1975
- Odinia photophila Papp, 1977
- Odinia picta (Loew, 1861)
- Odinia pomona Cogan, 1969
- Odinia rossi MacGowan & Rotheray, 2004
- Odinia surumuana Prado, 1973
- Odinia thaii Papp, in Papp, Merz & Földvari, 2006
- Odinia trifida Carles-Tolrá, 1996
- Odinia trinotata Robineau-Desvoidy, 1830
- Odinia williamsi Johnson, 1924
- Odinia xanthocera Collin, 1952